# Jungshoved Nor
Jungshoved Nor er et lavvandet fjordlandskab med store omkringliggende herregårdsmarker  syd for Præstø Fjord på sydøstsjælland. Markerne afbrydes af både skove og levende hegn, men området er meget sparsomt bebygget. Langs de fladvandede kyster ses flere steder større rørskovsområder, som vidner om, at havets magt ikke er særlig stor i dette meget lukkede farvand.
Jungshoved Nor udgør den østligste ende af det tunneldalssystem, der dannedes, da de store ismængder under sidste istid smeltede. Tunneldalssystemet fortsætter langt ind på Sjælland, hvor det er med til at danne en række af de mest karakteristiske landskaber.
Flere steder langs kysten ligger små fiskerlejer og småhavne, som er med til at give området dets helt særlige karakter.
Ved Jungshoved Nor ligger  den ensomt beliggende Jungshoved Kirke, som ligger ved siden af resterne af et voldsted fra middelalderen.

## Plantelivet
Strandsumpene og strandengene langs Jungshoved Nor rummer en meget rig, men vanskeligt tilgængelig flora. Tagrør dominerer, men blandt de øvrige sumpplanter finder man arter som rødbrun kogleaks og enskællet sumpstrå. Området er kendt for at huse et par af vores sjældneste planter, nemlig nøgleblomstret tusindgylden, der her har ét af sine to danske voksesteder. Desuden har man fundet den meget sjældne brakvandsplante stor najade i Noret.
På voldstedet, hvor Jungshoved Slot har ligget, har man i tidens løb fundet en række planter, som stammer fra de planter, man i sin tid dyrkede på slottet. Det drejer sig om både lægeplanter, som for eksempel skovløg og lægehundetunge og dekorative planter som for eksempel akeleje og påskelilje.

## Dyrelivet
I agerlandet omkring noret ser man de almindelige arter af pattedyr og fugle, men det, man måske lægger mest mærke til, er fouragerende rørhøge , der svæver over markerne. Rørhøgen yngler i rørskovene langs fjorden og kan udnytte den særlige kombination af rørskov og agerland som findes netop her.

## Kulturhistorie
Voldanlægget fra Jungshoved Slot ligger i dag frit tilgængeligt ved siden af Jungshoved Kirke. Den første borg blev bygget af kongen i midten af 1100-tallet med det formål at kontrollere sejladsen på Bøgestrømmen ud for slottet. Den blev omkring år 1500 erstattet af det, som kendes som Jungshoved Slot. Slottet var beboet af kongens lensmand, som stod for den daglige drift. I 1600-tallet begyndte slottet at forfalde, og det endte med, at svenskerne plyndrede det under Svenskekrigene i midten af 1600-tallet. Siden blev slottet brudt ned og byggematerialerne genanvendt.
Den nuværende Jungshoved Kirke, som var en del af borganlægget, slap for at blive brudt ned og ligger i dag som det eneste markante bygningsværk i landskabet.
I 1657-60 var dele af Danmark og især Sjælland besat af svenske hære og København belejret. Kongen bad kaptajn Svend Poulsen Gønge om at tage til Sydsjælland med sine skånske dragoner for der at hverve yderligere folk blandt de lokale, og derefter genere svenskerne så meget som muligt. Det lykkedes over al forventning en måneds tid, hvorefter han via Møn måtte trække sig tilbage til København. Svenskerne tog derefter en grusom hævn overfor lokalbefolkningen. Han blev kendt som ”Gøngehøvdingen”, fordi han stammede fra Gønge Herred i Skåne. Men modstanden var forgæves, og Danmark tabte krigen.
Forfatteren Carit Etlar har udødeliggjort Gøngehøvdingen igennem sin roman af samme navn og har gjort Svend Poulsens bedrifter til en god historie – og dermed også gjort Jungshoved Slot kendt for mange.

## Fredning
Omgivelserne omkring Jungshoved Nor, i alt    415 hektar blev fredet i 1976, efter at Danmarks Naturfredningsforening havde rejst fredningssag i 1970. Men allerede i 1962 var 34 hektar arealer omkring Stavreby og Kragevig blevet fredet, så de fredede arealer omkring Jungshoved Nor dækker  tilsammen 449 hektar. Den seneste fredningssag blev rejst for at forhindre en planlagt sommerhusudstykning i det sparsomt bebyggede landskab.
Fredningen Jungshoved Nor er en del af Ulvshale-Nyord vildtreservat, og der er derfor visse begrænsninger i området med hensyn til sejlads med motorbåd.  Noret indgår i Natura 2000-område 168 Havet og kysten mellem Præstø Fjord og Grønsundet og er både fuglebeskyttelsesområde, et EF-habitatområde og Ramsarområde.